# Coalición católico-fuerista
La coalición católico-fuerista fue el nombre genérico por el que se conoce a las candidaturas electorales que formaron los partidos de ideología derechista en Navarra y Vascongadas (España) para las elecciones constituyentes del 28 de junio de 1931, una vez proclamada la Segunda República Española. Una vez constituidas las Cortes constituyentes formaron el grupo parlamentario Minoría vasco-navarra.

## Historia
La coalición estaba formada por las siguientes corrientes ideológicas:
- Los tradicionalistas, en sus dos ramas, los jaimistas, partidarios de Jaime de Borbón y Borbón-Parma y los integristas.
- Monárquicos alfonsinos, partidarios de la recién derrocada monarquía española de Alfonso XIII.
- El Partido Nacionalista Vasco (PNV) aunque inicialmente no estaba en esta coalición y tenía su propia candidatura que finalmente retiró ocho días antes,[1] para integrarse en la misma para defender los valores religiosos. Tuvo el voto en contra para esta inclusión del vocal integrista.

Las candidaturas adoptaron la denominación de candidatura Pro Estatuto Vasco en Vizcaya y Guipúzcoa, Coalición Católico-Fuerista en Navarra y Candidatura Católico-fuerista en Álava. Situaron como eje central de la campaña electoral la defensa de los derechos de la Iglesia católica, atacando fuertemente las disposiciones adoptadas por el gobierno sobre la libertad de cultos y la exclusión de la enseñanza religiosa católica del plan de estudios. También se demandaba la reintegración de los Fueros abolidos, según ellos, por la Ley de Confirmación de Fueros de 1839 y que llevó a la hoy conocida como Ley Paccionada Navarra de 1841.
Esta coalición tuvo continuidad en elecciones posteriores en el Bloque de Derechas, ya sin la participación del PNV.

### Elecciones constituyentes del 28 de junio de 1931
Existían cinco circunscripciones, ya que Vizcaya se dividía en dos, Vizcaya-provincia y Vizcaya-capital. Según la Ley Electoral de la Segunda República Española se escogía mediante un sistema mayoritario pero se reservaba aproximadamente el 20% de los escaños para la minoría más importante. Los escaños elegidos por circunscripción y la distribución mayoría/minoría puede verse en la siguiente tabla:
| Circunscripción   | Número total de escaños | Escaños para la mayoría | Escaños para la minoría |
| ----------------- | ----------------------- | ----------------------- | ----------------------- |
| Vizcaya-capital   | 6                       | 4                       | 2                       |
| Vizcaya-provincia | 3                       | 2                       | 1                       |
| Guipúzcoa         | 6                       | 4                       | 2                       |
| Álava             | 2                       | 1                       | 1                       |
| Navarra           | 7                       | 5                       | 2                       |
| Total             | 24                      | 16                      | 8                       |

#### Navarra
La coalición católico-fuerista consiguió el triunfo logrando cinco de los siete diputados en liza. La conjunción republicano-socialista consigue dos diputados reservados a las minorías.
- Miguel Gortari, católico (se presenta como independiente), con 46.925 votos, el 53,1% del electorado y 63,6% de los votos.
- Rafael Aizpún, católico (se presenta como independiente), próximo a los alfonsinos, con 46.699 votos, 52,8% del electorado y 63,3% de los votos.
- José Antonio Aguirre, del PNV con 46.419 votos 52,5% del electorado y 62,9% de los votos.
- Joaquín Beunza, jaimista, con 46.102 votos, 52% del electorado y 62,5% de los votos.
- Tomás Domínguez, jaimista, con 45.940 votos 51,6% del electorado y 62,2% de los votos.

#### Álava
En Álava los católico-fueristas consiguieron uno de los dos diputados que se elegían en la provincia, quedando en segundo lugar tras el candidato republicano:
- José Luis de Oriol y Urigüen, tradicionalista, con 8.016 votos, 30,6% del electorado y 37,6% de los votos.

#### Guipúzcoa
En Guipúzcoa los católico-fueristas obtuvieron también el triunfo en la provincia, consiguiendo cuatro de los seis diputados que se elegían:
- Antonio Pildain Zapiain, canónigo (se presenta como independiente), con 35.942 votos.
- Rafael Picavea Leguía, católico (se presenta como independiente), con 35.937 votos.
- Jesús María de Leizaola Sánchez, del PNV, con 35.901 votos.
- Julio Urquijo Ibarra, jaimista, con 35819 votos.

#### Vizcaya
En Vizcaya, la candidatura Pro Estatuto obtuvo cinco de los nueve escaños en juego:
- Francisco Basterrechea Zaldívar, del PNV, con 14.601 votos.
- Manuel Robles Aranguiz, del PNV, con 19.527 votos.
- José Horn Areilza, del PNV, con 23.540 votos.
- Manuel de Eguileor Orueta, del PNV, con 23.319 votos.
- Marcelino Oreja Elósegui, tradicionalista, con 15.982 votos.

### Grupo en las Cortes: Minoría vasco-navarra
Las candidaturas católico-fueristas lograron quince diputados en las Cortes, los cuales formaron la Minoría Vasco-Navarra.